# Ирешти (Вранча)
Ирешти (рум. Irești) насеље је у Румунији у округу Вранча у општини Видра. Oпштина се налази на надморској висини од 284 m.

## Становништво
Према подацима из 2002. године у насељу је живело 1028 становника, од којих су сви румунске националности.